# Palestina (Caldas)
Pour les articles homonymes, voir Palestina.
Palestina est une municipalité située dans le département de Caldas, en Colombie.